# ヘキサヨードベンゼン
ヘキサヨードベンゼン(Hexaiodobenzene)は、化学式C6I6の化合物である。構造的にはベンゼンの誘導体で、全ての水素原子がヨウ素原子に置換している。全ての溶媒にあまり溶解しない橙色の結晶を形成する。
熱い硫酸蒸気の存在下で、安息香酸をヨウ素化することで、初めて合成された。